# Matthew Carter
Pour les articles homonymes, voir Carter.

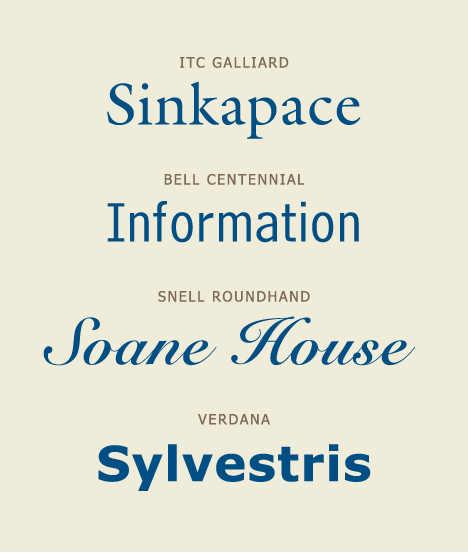
Exemples de polices créées par Matthew Carter.

Matthew Carter (né en Grande-Bretagne le 1er octobre 1937) est un typographe et créateur de caractères. Il vit aux États-Unis à Cambridge dans le Massachusetts. Durant sa carrière de typographe, Carter a pu assister à la transition de la typographie traditionnelle (avec les caractères mobiles) à la typographique numérique.

## Biographie

### Famille
Matthew Carter est le fils de Harry Carter, un spécialiste de l’histoire de l’imprimerie de la presse de l’université d’Oxford.

### Carrière
Durant sa carrière de typographe, Carter a pu assister à la transition de la typographie traditionnelle (avec les caractères mobiles) à la typographique numérique. À Londres, il s'installe comme typographe freelance et conseiller typographique pour Crosfield Electronics, qui distribue la machine Lumitype. Carter a aussi dessiné de nombreuses polices pour Mergenthaler Linotype. Pour Linotype, Carter crée de nombreuses polices très connues, notamment Bell Centennial, qui commémore le centième anniversaire de la société Bell (aujourd'hui AT&T).
En mai 1962, il dessine le logo du magazine satirique britannique Private Eye en mai 1962, qui est toujours utilisé aujourd'hui. Avant ce logo, le lettrage du titre changeait pour chaque numéro du magazine. Le logo est aussi présent dans de nombreux livres, souvenirs et merchandising pour le magazine.
En 1981, Carter et son collègue Mike Parker créent la société Bitstream. Cette fonderie numérique est une des principales sociétés du secteur lorsque Monotype la rachète en 2012. Carter quitte Bistream en 1991 pour créer la fonderie Carter & Cone (en) avec Cherie Cone. Carter se concentre sur l'amélioration de la lisibilité de nombreuses polices. Il travaille notamment sur des commandes spécifiques d'Apple et Microsoft. Georgia et Verdana sont deux polices créées avant tout pour la lecture sur écran.
Carter a travaillé pour des journaux comme Time, The Washington Post, The New York Times, le Boston Globe, Wired, et Newsweek. Il est membre de l'Alliance graphique internationale (AGI), est un critique senior dans le programme de design graphique de l'université Yale, est membre du conseil de direction du Type Directors Club et est membre invité du conseil de direction de la Society of Typographic Aficionados (SOTA).
Carter a remporté de nombreuses récompenses pour ses contributions significatives à la typographie et au design. Il est notamment docteur honoris causa de l'université Lesley (une université privée de Cambridge, Massachusetts, réputée pour ses programmes artistiques). Il a également remporté en 1995 la médaille AIGA (American Institute of Graphic Arts), une médaille du Type Directors Club en 1997, et en 2005 le Typography Award de la Society of Typographic Aficionados|SOTA. Une rétrospective de son travail, Typographically Speaking, The Art of Matthew Carter, a été montée à l'université du Maryland en décembre 2002. En 2010, Carter est un des lauréats du prix MacArthur, connu comme étant un prix « des génies. »
En 2007, Carter dessine de nouvelles variantes des polices Georgia destinée à l'interface graphique du système de terminaux Bloomberg.
En 2011, plusieurs polices de Matthew Carter sont acquises par le Museum of Modern Art pour sa collection Architecture et Design. Il s'agit des polices Bell Centennial, ITC Galliard, Mantinia, Big Caslon, Walker, Verdana et Miller. 

## Polices de caractères
- Bell Centennial (1976-78)
- Big Caslon (1994)
- Bitstream Charter
- Big Figgins
- Charter
- Carter Sans (2011)
- Cascade Script
- Elephant
- Fenway
- ITC Galliard (1978)
- Gando
- Georgia
- Mantinia (1993)
- Meiryo
- Miller (1997)
- Monticello
- Nina
- Olympian
- Rocky
- Shelley Script
- Snell Roundhand
- Skia
- Sophia
- Tahoma
- Verdana (1996)
- Vincent
- Wilson Greek
- Walker (1995)
- Wrigley
- Yale University